# ジョシーとさよならの週末
『ジョシーとさよならの週末』（原題:Joshy）は2016年に公開されたアメリカ合衆国のドラマ映画である。監督はジェフ・ベイナ、主演はトーマス・ミドルディッチが務めた。本作は日本国内で劇場公開されなかったが、2017年6月17日にDVDが発売された。

## 概略
ジョシュは上機嫌で帰宅した。その日がジョシュの誕生日だったからである。婚約者のレイチェルがとびきりのご馳走を作ってくれるというので、ジョシュは楽しみに待っていたが、目を離した隙にレイチェルは首を吊って自殺してしまった。
4ヶ月後、ジョシュは友人たち（アリ、アダム、エリック）の集まりに顔を出すことにしたが、レイチェルの死を引きずったままであった。最悪なことに、その集まりは元々ジョシュのバチェラー・パーティーとして企画されたものであり、否応なしにレイチェルのことを思い出す羽目になった。3人は何とかジョシュを元気づけようとしたが、その試みは空回りするばかりであった。ただ、地元のバーで出会った女性（ジョディ）を交えた酒盛りは大いに盛り上がった。
楽しい日々を過ごしていた一行だったが、予想もしない人物が彼らを訪ねてやって来た。それはレイチェルの両親であった。レイチェルの両親は娘の死が他殺なのではないかと疑っており、ジョシュを詰問しに来たのである。当然、場の雰囲気は凍り付くこととなった。

## キャスト
- トーマス・ミドルディッチ - ジョシュ
- アダム・パリー - アリ
- アレックス・ロス・ペリー - アダム
- ニック・クロール - エリック
- ブレット・ゲルマン - グレッグ
- ジェニー・スレイト - ジョディ
- オーブリー・プラザ - ジェン
- ジョー・スワンバーグ - アーロン
- クリス・スワンバーグ - アニータ
- ローレン・グレアム - ケイティ
- アリソン・ブリー - レイチェル
- ジェイク・ジョンソン - レジー
- リサ・エデルシュタイン - クローディア
- ローレン・ウィードマン - イサドラ
- ポール・ライザー - スティーヴ
- フランキー・ショウ - クリスタル
- ポール・ワイツ - 探偵

## 製作
本作の脚本は20頁ほどの分量であり、そこにはストーリーの概略のみが記されていた。15日間の撮影の中で、ベイナ監督と俳優たちは即興劇の要領で脚本を肉付けしていった。2015年12月、デヴェンドラ・バンハートが本作で使用される楽曲を手掛けることになったと報じられた。

## 公開
2016年1月24日、本作はサンダンス映画祭でプレミア上映された。3月、ライオンズゲート・プレミアとHuluが本作の配給権を獲得したと報じられた。

## 評価
本作は批評家から好意的に評価されている。映画批評集積サイトのRotten Tomatoesには24件のレビューがあり、批評家支持率は79%、平均点は10点満点で6.2点となっている。また、Metacriticには10件のレビューがあり、加重平均値は62/100となっている。